# Cratere Enlil
Enlil è un cratere sulla superficie di Ganimede.